# Veronica buchananii
Veronica buchananii är en grobladsväxtart som beskrevs av Joseph Dalton Hooker. Veronica buchananii ingår i släktet veronikor, och familjen grobladsväxter. Inga underarter finns listade i Catalogue of Life.

## Bildgalleri

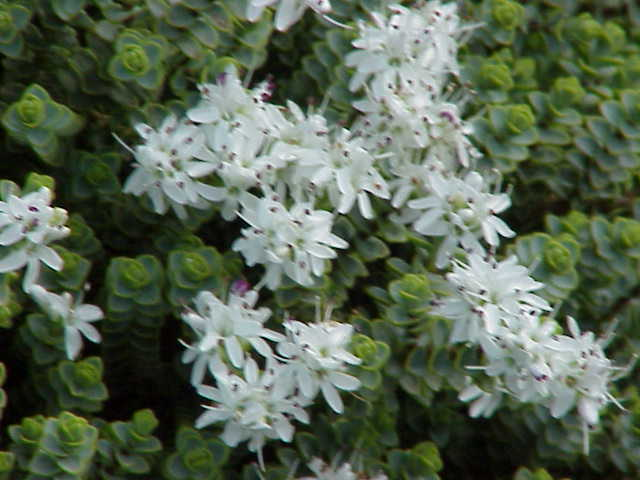
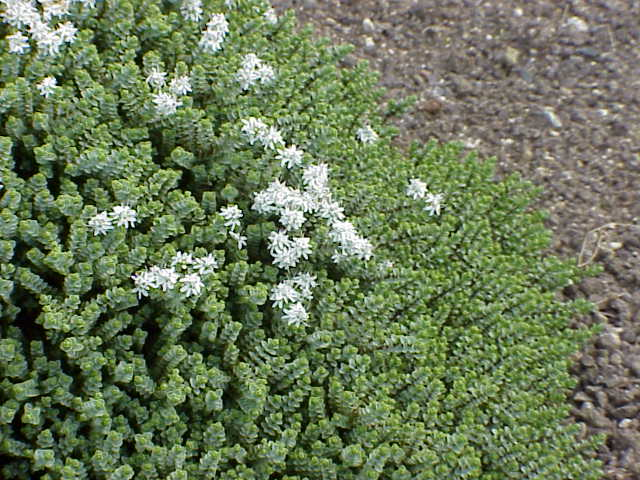